# Allas-Bocage
Allas-Bocage är en kommun i departementet Charente-Maritime i regionen Nouvelle-Aquitaine i västra Frankrike. Kommunen ligger  i kantonen Mirambeau som ligger i arrondissementet Jonzac. År 2022 hade Allas-Bocage 197 invånare.

## Befolkningsutveckling
Antalet invånare i kommunen Allas-Bocage
Referens:INSEE